# Институт-Сан-Себастьян-де-Юмбель
Институт-Сан-Себастьян-де-Юмбель (исп. Instituto San Sebastián de Yumbel) — частная католическая школа в городе Юмбель, провинция Био-Био, Чили.
Школа предлагает общее базовое образование (с 1-го по 8-й год обучения, включая ясли и детский сад) и начальное (с 1-го по 4-й год обучения). Это одно из старейших учреждений провинции Био-Био и играет важную роль как в коммуне Юмбель и в его окрестностях.

## История
Она была основана 6 октября 1879 года тогдашним епископом Консепсьонской архиепархии Хосе Иполито Саласом с одобрения папы Пия IX. Первоначально она была известна как Семинарио-де-Сан-Себастиан-де-Юмбель (исп. Seminario de San Sebastián de Yumbel), и новое название не встречается в отчетах о заседаниях и экзаменах до 1905 года. Названа именем покровителя города, святого и мученика Святого Себастьяна, цвета школы — красный и жёлтый.
Во течение своей истории школа была первой во многих аспектах образования в бывшем Департаменте Юмбель и последующей коммуне Юмбель:
- 117 лет предлагает начальное, начальное и базовое образование.
- Первое учреждение, которое обеспечивает техническое образование. В конце XIX-го века особое внимание уделялось сельскохозяйственнму обучению, с особым упором на методику сохранения почвы от эрозии, а также в период между 1930 и 1940 годами были бухгалтерские курсы.
- Первое учреждение, которое с 1881 года предоставляет вечерние классы для обучения взрослых.
- В 1920-х годах появился детский сад, который имел в определённый промежуток времени 230 детей[3].

В 2012 году обучалось 610 учеников и работало 34 учителя.
Спонсором является фонд «Кристо Рей де Консепсьон» (исп. Fundación Cristo Rey de Concepción), который поддерживает еще пять школьных учреждений, однако, поддержка появилась только в 1950-х годах. Школа также получает государственную финансовую поддержку. В конце 2007 года благодаря фонду «Кристо Рей» школа получила новые и отремонтировала существовавшие помещения: классы, ванные комнаты, компьютерные лаборатории.